# Daniel Achondo
{{Ficha de tenista
|nombre= Daniel Achondo
|imagen= 
|pie_de_imagen= 
|tamaño de imagen= 100px
|apodo= 
|país=  Chile
|residencia= 
|fechaNacimiento= 5 de octubre de 1939 (85 años)
Daniel Achondo Faz (5 de octubre de 1939) es un extenista chileno de la era aficionada.
Fue jugador del equipo chileno de Copa Davis en 1958 y cayó en su partido. Luego de su carrera se dedicó al negocio automotriz.